# Carry On (álbum de Chris Cornell)
Carry On es el segundo álbum de Chris Cornell, lanzado el 28 de mayo de 2007 en el Reino Unido y el 5 de junio de 2007 en los Estados Unidos. Este es el segundo álbum de Cornell después de Euphoria Morning en 1999, y su primero después de dejar Audioslave.
Pese a ser considerado como un álbum de rock alternativo, Carry On tenía una variedad de géneros musicalesincluyendo blues, música psicodélica, y hard rock.

## Más información
Una versión acústica de "Disappearing Act" puede ser escuchada durante los créditos de la película Bug, una película de horror de 2007 de William Friedkin. 
Durante algunas entrevistas a estaciones de radios en los Estados Unidos, Cornell anunció que "No Such Thing" sería el primer single del álbum. La canción también fue muy tocada en las estaciones de radio. Además, pudo ser escuchada gratis en su sitio web.
En su sitio web, se indicaba que "Arms Around Your Love" sería su primer sencillo en el Reino Unido.
David Cook interprtetó la versión de Cornell de "Billie Jean" en American Idol.
Ryan Tedder de OneRepublic realizó un remix de "Arms Around Your Love".

## Lista de canciones
El álbum contiene 14 canciones, incluyendo "You Know My Name," tema central de la película de James Bond, Casino Royale (2006). El álbum también contiene un cover del hit del álbum Thriller de Michael Jackson, "Billie Jean."
Todas las canciones son compuestas por Cornell, exceptuando las que tienen notas:
1. "No Such Thing" – 3:44
2. "Poison Eye" – 3:57
3. "Arms Around Your Love" – 3:34
4. "Safe and Sound" – 4:16
5. "She'll Never Be Your Man" – 3:24
6. "Ghosts" – 3:51
7. "Killing Birds" – 3:38
8. "Billie Jean" (Jackson) – 4:41
9. "Scar on the Sky" – 3:40
10. "Your Soul Today" – 3:27
11. "Finally Forever" – 3:37
12. "Silence the Voices" – 4:27
13. "Disappearing Act" – 4:33
14. "You Know My Name" (Cornell/Arnold) – 4:01

## Posicionamiento
| Listas (2007)                   | Posición |
| ------------------------------- | -------- |
| The Billboard 200               | 17       |
| Italian Album Chart             | 24       |
| UK Album Chart                  | 25       |
| French Album Chart              | 131      |
| Billboard Top Rock Albums Chart | 6        |
| Norwegian Album Chart           | 2        |

Al día 4 de septiembre de 2007, el álbum había vendido más de 121 000 copias en los Estados Unidos y 300 000 copias en el mundo entero.